# Arion (mythologie)
Pour les articles homonymes, voir Arion et Areion (homonymie).
Dans la mythologie grecque, Arion ou Areion (en grec ancien Άρείων / Areíôn) est un cheval immortel, doué de la parole selon Properce.
On raconte qu'Arion était le cheval le plus rapide du monde et qu'il se nourrissait d'or.

## Mythe
Son ascendance varie selon les auteurs : d'après le pseudo-Apollodore, il naît de Poséidon et de Déméter, « semblable à une Furie » ; Pausanias rapporte une autre tradition le disant enfanté par Gaïa (la Terre).
Il est monté notamment par Adraste, roi d'Argos.
Homère est le premier qui en parle : Nestor y fait allusion lorsqu'il conseille son fils Antiloque avant la course des jeux funéraires de Patrocle : « [...] le prompt cheval d'Adraste, le divin Arion (Ἀρίovα) qui est d'une race immortelle, [...] ».
Stace en fait aussi mention.
Voici ce qu'en dit Pausanias :

« On dit que Déméter eut de Poséidon une fille dont il n'est pas permis de dire le nom à ceux qui ne sont pas initiés, et le cheval Arion ; c'est à cause de cela que les Arcadiens ont, à ce qu'ils disent, donné les premiers le surnom d'Hippos à Poséidon. Ils citent pour preuve de ce qu'ils avancent sur la naissance d'Arion, des vers de l’Iliade et de la Thébaïde ; Homère dit dans l’Iliade : Non pas même s'il avait derrière lui le divin Arion, ce cheval de race immortelle qui appartenait à Adraste. On voit dans la Thébaïde qu'Adraste s'enfuit de Thèbes, vêtu d'habits de deuil et conduit par Arion, dont la crinière est couleur de la mer. Ils prétendent que ces vers indiquent qu'Arion était fils de Poséidon ; cependant Antimachus dit qu'il était fils de la Terre : Adraste, fils de Talaûs, descendant de Créthée, poussa le premier en avant ses célèbres chevaux ; le léger Cérus et Arion le Thelpusien, que la terre produisit près du bois d'Apollon Oncéen, pour être l'objet de l'admiration des mortels. On peut également dire d'un cheval produit par la terre, qu'il est de race divine, et il peut aussi avoir la crinière de la couleur de la mer. Voici ce qu'on raconte encore sur ce cheval : on dit qu'Hercule faisant la guerre aux Éléens, le demanda à Oncus, et qu'il l'avait à son char lorsqu'il prit l'Élide ; il le donna ensuite à Adraste, et c'est pour cela qu'Antimachus dit en parlant d'Arion, Qu'il était alors conduit par Adraste son troisième maître. »

— (trad. Étienne Clavier).
Le Pseudo-Apollodore raconte qu'Adraste, dans la défaite des Argiens, fut seul sauvé par son cheval Arion, que Déméter, pareille à Furie, avait conçu de Poséidon. Une scholie à l’Iliade et à Lycophron lui attribuent la même origine.

## Développements ultérieurs

### Musique
- Arion, tragédie lyrique de Jean-Baptiste Matho (1714).

### Sources antiques
- Stace, Thébaïde [détail des éditions] [lire en ligne] (IV, 43 ; VI, 424 et suiv.).